# Достык (Таскалинский район)
Досты́к (каз. Достық, до 200? г. — Семигла́вый Мар) — село в Таскалинском районе Западно-Казахстанской области Казахстана. Административный центр Достыкского сельского округа. Код КАТО — 276037100.
Железнодорожная станция на казахстанско-российской границе.

## Население
В 1999 году население села составляло 827 человек (408 мужчин и 419 женщин). По данным переписи 2009 года, в селе проживало 718 человек (356 мужчин и 362 женщины).